# IC 4576
IC 4576 ist eine linsenförmige Galaxie vom Hubble-Typ S0 im Sternbild Schlange am Nordsternhimmel. Sie ist schätzungsweise 305 Millionen Lichtjahre von der Milchstraße entfernt und hat einen Durchmesser von etwa 90.000 Lj. 

Im selben Himmelsareal befinden sich u. a. die Galaxien IC 4573, IC 4575, IC 4577, IC 4579.
Das Objekt wurde am 15. Juli 1903 von Stéphane Javelle entdeckt.